# Wyant
Wyant es una variedad cultivar de ciruelo (Prunus americana),
una variedad de ciruela que procede de planta silvestre encontrada por JB Wyant de Janesville, Iowa, cuando buscaba ciruelas silvestres en 1866 en el río Cedar cerca de su casa. 
Las frutas tienen un tamaño medio, color de piel carmín oscuro sobre un fondo amarillo, y pulpa de color amarillo dorado oscuro, con textura jugosa, tierna y fundente, dulce, con el sabor americana menos marcado que en otras variedades, de buena calidad.

## Historia
La variedad de ciruela 'Wyant' procede de planta silvestre encontrada por JB Wyant de Janesville, Iowa, cuando buscaba ciruelas silvestres en 1866 en el río Cedar cerca de su casa.
Alrededor de 1874, JE Wyant le informó  sobre esta variedad de ciruela a R. Royce de Shellsburg, Iowa, propietario del vivero del condado de Benton. Royce obtuvo esquejes del árbol original y comenzó a propagar la ciruela. Las frutas fueron enviadas al profesor JL Budd, en Ames, Iowa, quien lo llamó 'Wyant' en honor de su descubridor. La variedad fue introducida por Roycey fue difundido por él y por el profesor Budd. En 1897 se agregó a la lista del catálogo de frutas de la "American Pomological Society".
Ha sido descrita por : 1. Ia. Hort. Soc. Rpt. 327. 1885. 2. Ibid. 85. 1890. 3. Cornell Sta. Bul. 38:46. 1892. 4. Ia. Hort. Soc. Rpt. 448. 1893. 5. Ia. Sta. Bul. 31:345. 1895. 6. Kan. Sta. Bul. 73:192. 1897. 7, Wis. Sta. Bul. 63:24, 65 fig. 32, 66. 1897. 8. Am. Pom. Soc. Cat. 24. 1897. 9. Colo. Sta. Bul. 50:47. 1898. 10. Ia. Sta. Bul. 46:292. 1900. 11. Waugh Plum Cult. 167 fig., 168. 1901. 12. Can. Exp. Farm Bul. 43:32. 1903. 13. Ga. Sta. Bul. 67:284, 285 fig. 1904. 14. S. Dak. Sta. Bul. 93:44, 49 fig. 1905.

## Características
'Wyant' árbol pequeño, extenso, de copa plana, muy resistente, productivo, saludable; ramas ásperas y peludas, en zigzag, espinosas, de color gris ceniza oscuro, con numerosas lenticelas grandes. Las flores brotan con las hojas, llamativas a causa de los muchos capullos y aspecto peculiar causado por los numerosos estambres largos, blanquecinos, con olor desagradable; nacen en racimos densos en yemas laterales y espolones, de una a cuatro flores en cada racimo.
'Wyant' tiene una talla de fruto de tamaño medio, tiene forma oblongo-obovadas a casi ovaladas, oblicuas, algo truncadas, mitades iguales, no simétricas, siendo la sutura una línea;epidermis tiene una piel fina de color carmín oscuro sobre un fondo amarillo que desaparece en gran medida a medida que avanza la madurez, con pruina fina, puntos numerosos, muy pequeños, rojizos claros, discretos; Pedúnculo corto, delgado, ubicado en una cavidad del pedúnculo no muy profunda;pulpa de color amarillo dorado oscuro, con textura jugosa, tierna y fundente, dulce, con el sabor americana menos marcado que en otras variedades, de buena calidad.
Hueso casi libre, ampliamente ovalada, aplanada, roma en la base, algo puntiaguda en el ápice, con superficies picadas de color oscuro, con  sutura ventral roma o ligeramente alada, con surcos poco profundos.
Su tiempo de recogida de cosecha se inicia en su maduración a principios o mediados de septiembre.

## Usos
La ciruela 'Wyant' es una buena ciruela para comer fresca del árbol, también en cocina y mermeladas.

## Progenie
- Prunus underwood  'Shiro' (P. angustifolia x P.cerasifera x P. salicina x P. simonii) x 'Wyant' (P. Americana).[4]